# Husák
Husák je naseljeno mjesto u okrugu Sobrance u Košickom kraju u Slovačkoj.

## Stanovništvo
| Godina:     | 1993. | 2003.   | 2013.   | 2023.   |
| ----------- | ----- | ------- | ------- | ------- |
| Broj ljudi: | 200   | 167     | 161     | 172     |
| Razlika:    |       | -16,5 % | -3,59 % | +6,83 % |

| Godina:     | 2022. | 2023.   |
| ----------- | ----- | ------- |
| Broj ljudi: | 174   | 172     |
| Razlika:    |       | -1,14 % |

Prema podatcima o broju stanovnika iz 2023. godine naselje je imalo 172 stanovnika.

## Vanjske poveznice
|  | Zajednički poslužitelj ima još gradiva o temi Husák |

- Službena stranica naselja (sl.)